# Presbytère de Villersexel
Le presbytère de Villersexel est situé à Villersexel, dans le départementde la Haute-Saône, en France.

## Localisation
Le presbytère est situé sur la commune de Villersexel, dans le département français de la Haute-Saône.

## Historique
L'édifice est partiellement inscrit au titre des monuments historiques en 1996.